# 莫罕馬德布爾烏帕齊拉
莫罕馬德布爾乌帕齐拉是孟加拉国馬古拉縣的一个乌帕齐拉，位於庫爾納专区的馬古拉縣。。

## 人口
據1991年孟加拉國人口普查，莫罕馬德布爾共有戶數28,158戶，人口160340人。其中男性佔比50.58%，女性佔比49.42%；成年人口76,748人。該地7歲以上人口之平均識字率為29.8%，低於全國平均值（32.4%）。